# Бојарка
Бојарка (укр. Боярка) град је Украјини у Кијевској области. Према процени из 2012. у граду је живело 35.130 становника.

## Становништво
Према процени, у граду је 2012. живело 35.130 становника.
| 1979.  | 1989.  | 2001.  | 2012.  |
| ------ | ------ | ------ | ------ |
| 34.197 | 38.773 | 35.968 | 35.130 |

## Партнерски градови
- Пулави